# Maryna Zwihun
Maryna Zwihun (ukrainisch Марина Цвігун, russisch Марина Викторовна Цвигун / Marina Wiktorowna Zwigun, geborene Maryna Mamonowa, Марина Мамонова, religiöser Name Maria Jungfrau Christus, ukrainisch Марія Деві Христос /Marija Dewi Chrystos, russisch Мария Дэви Христос; * 1960, Stalino, Ukrainische SSR, UdSSR) ist eine ukrainische Journalistin und ehemalige religiöse Führerin der Bewegung Weiße Bruderschaft in der Ukraine.

## Leben
Maryna Mamonowa studierte Journalistik an der Staatlichen Universität in Kiew. Danach arbeitete sie im Stadtteilkomitee des Jugendverbandes Komsomol in Dnepropetrowsk, danach als Journalistin in einer regionalen Zeitung. Sie war Mitglied des Journalistenverbandes der UdSSR und der KPdSU.
Später war sie für das Radioprogramm in einer Fabrik in Donezk tätig. 1989 wurde sie Abgeordnete in einer Stadtteilversammlung in Donezk.
1990 war sie nach einer Abtreibung für etwa drei Stunden klinisch tot. Sie hatte in diesem Zustand eine religiöse Erfahrung.
Bald danach begegnete sie Jurij Krywonohow bei einem seiner esoterischen Vorträge.
Er gründete mit ihr die Bewegung Weiße Bruderschaft und stellte sie seinen Anhängern als göttliche Inkarnation mit dem Namen Maria Jungfrau Christus vor. Beide heirateten. Die Bewegung verbreitete sich sehr schnell in vielen Städten der Sowjetunion.
1992 wurde gegen beide ein Ermittlungsverfahren wegen illegaler Landnahme, illegalem Hausbau und Betrug eingeleitet. Sie ging daraufhin mit einigen Anhängern nach Bulgarien, später nach Polen, Tschechien und in die Slowakei. Im Frühjahr 1993 stellte sie in Moskau ein Buch vor.
Im September 1993 kehrte sie nach Kiew zurück und besetzte mit Jurij Krywonohow und weiteren Anhängern die Sophienkathedrale zu einem Gebet, um sich auf den bevorstehenden Weltuntergang am 24. November vorzubereiten. Sie wurden verhaftet.
1994 sagte sie sich in der Untersuchungshaft von Jurij Krywonohow als Führer der Weißen Bruderschaft los und bezeichnete ihn als Judas, der die Bewegung verraten habe. 1996 wurde sie zu vier Jahren Arbeitslager verurteilt.
1997 wurde sie freigelassen. Sie kehrte nach Donezk zurück und heiratete Witalij Kowaltschuk, den Stellvertreter Krywonohows. Sie versuchten, die Bewegung wieder aufzubauen. Mehrere Anträge auf Neuzulassung als religiöse Organisation in Kiew scheiterten.
2006 ging sie nach Moskau, wo sie als Viktoria Preobraschenskaja mit Malerei, religiöser Musik und einem Theater aktiv wurde. 2013 warb sie in Kiew erneut für die Weiße Bruderschaft.